# Królestwo Lindsey

Królestwo Lindsey

Królestwo Lindsey (stang. Lindesege) – jedno z mniejszych wczesnośredniowiecznych królestw anglosaskich, zajmowało niewielki obszar w dzisiejszej wschodniej Anglii, pomiędzy Humber a The Wash. W VII–VIII wieku było obiektem ekspansji większych i potężniejszych sąsiadów – Mercji i Nortumbrii, ostatecznie popadając w zależność od Mercji.